# پیتزو سولگنا
پیتزو سولگنا (به لاتین: Pizzo Solögna) یک کوه در سوئیس است که در کانتون تیچینو واقع شده‌است. پیتزو سولگنا ۲٬۶۹۸ متر بالاتر از سطح دریا واقع شده‌است.